# История на лангобардите
„История на лангобардите“ (на латински: Historia gentis Langobardorum) е главната книга на Павел Дякон, писана през късния 8 век към края на неговия живот.
Непълната история от 6 книги е писана след 787 г. и не по-късно от 796 г., вероятно в Монтекасино.
Описва историята на лангобардите от 568 г. до смъртта на крал Лиутпранд през 747 г. Съдържа много информации за Византия, франките и други, вкл. за българите на Алцек. В Историята се разказва от погледа на лангобардски патриот и се описват особено връзките между лангобардите и франките.
За извори Павел Дякон ползва Origo Gentis Langobardorum, Liber pontificalis, изчезналата Historiola на Секундус от Тренто, както и изчезналите „Анали на Беневенто“. Ползва също Беда Достопочтени, Григорий Турски и Исидор Севилски.
От „Историята“ съществуват около 100 ръкописа. Използва се от по-късните историци и често е допълвана. Напечатана е за пръв път в Париж през 1514 г.